# Mèo đồng cỏ Nam Mỹ
Mèo đồng cỏ Nam Mỹ hay Mèo cỏ (danh pháp hai phần: Oncifelis colocolo) là một loài mèo đốm và sọc bản địa sườn núi Andes ở Trung và Bắc Chile. Loài này thuộc chi Oncifelis trong họ Mèo. Loài này được mô tả bởi vào năm. Cho đến gần đây nó đã được xếp vào loài mèo phổ biến rộng rãi hơn mèo Pampas (L. pajeros) và mèo Pantanal (L. braccatus), và một số người còn phân loại nó là phụ loài của Colocolo. Rắc rối là khi chúng được phân loại là một phân loài của Colocolo, loài "kết hợp" đôi khi lại được xem là mèo Pampas.